# 頼母木桂吉

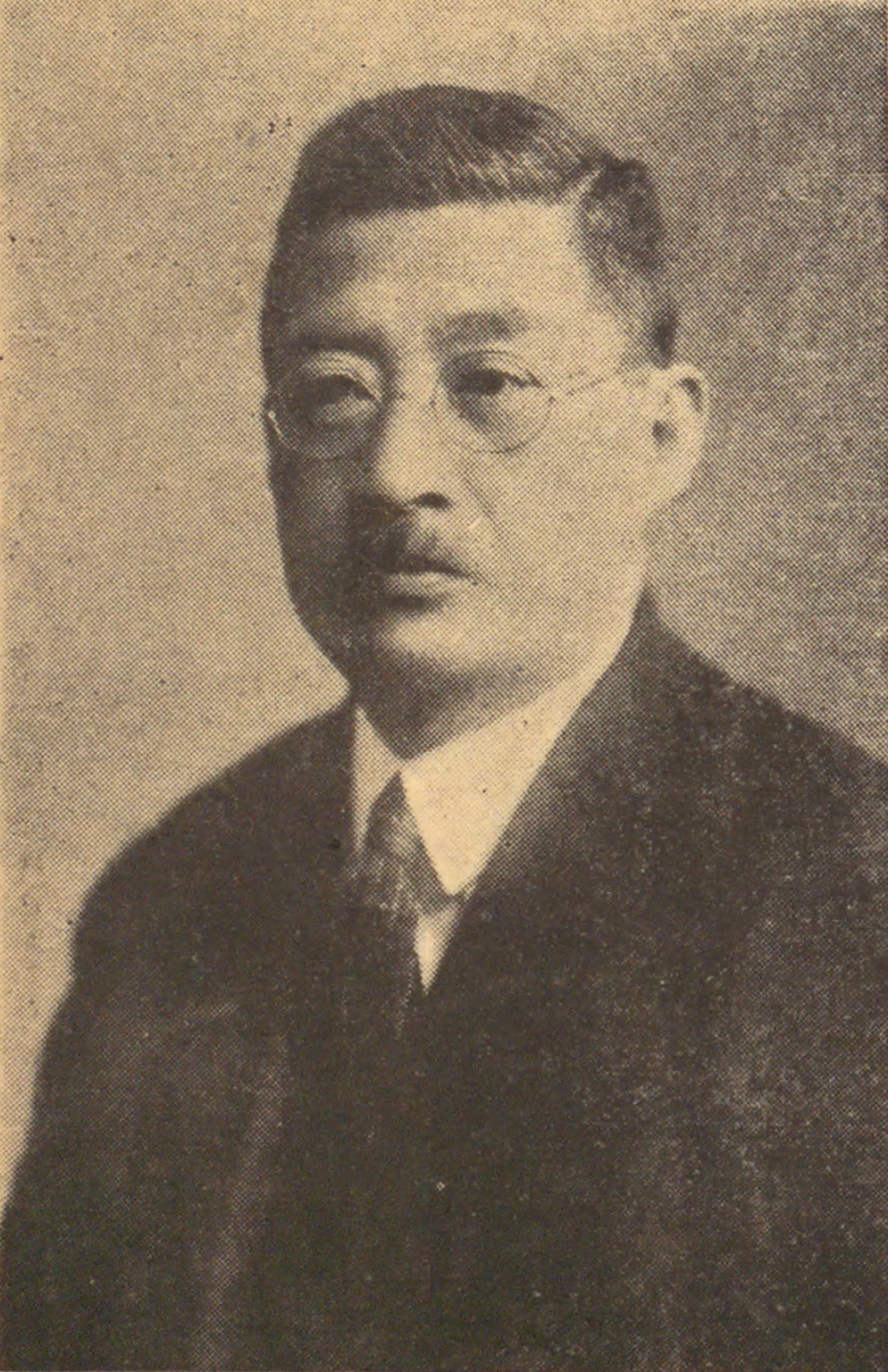
頼母木桂吉

頼母木 桂吉（たのもぎ けいきち、慶応3年10月10日〈1867年11月5日〉- 昭和15年〈1940年〉2月19日）は、日本の政治家・実業家。広島県芦品郡綱引村（現・福山市）生まれ。旧姓は富田。号は喜陽。

## 来歴・人物
富田又一郎の長男として生まれ、頼母木源吉の養子となり東京府（現・東京都）で育つ。東京第一高等中学校（旧制一高）卒業後、米国に留学。帰国後、浅草区会議員を務めたのち実業界に転じ、東京毎日新聞（旧横浜毎日新聞、現在の毎日新聞とは無関係）社長、第一自動車、日本タイプライター取締役、帝国通信社、ジャパンプレス社長などを務め実業家として名を馳せた。
1896年（明治29年）同郷の先輩・熊田葦城の推薦で報知社（報知新聞社）入社。1899年（明治32年）朝野新聞の再興を企て同社社長。1901年（明治34年）再び報知社に復帰、広告部主任等で三木善八社主を助け大いに手腕を振るう。業務局長時代の1906年（明治39年）には、他社に先駆け夕刊を発行し読者を激増させた。松村謙三は当時の部下である。また新設した「職業案内」欄を見て募集してきた松岡もと子（後に結婚して羽仁もと子）を採用した。1903年（明治36年）頼母木家の婿養子となる。1906年（明治39年）欧米を視察し新聞事業を研究、3年後に帰国し日本初の新聞代理業・ジャパンプレスエージェンシーを創立。また、生フィルムの輸入業をしていた関係で1910年（明治43年）、伊藤博文暗殺の実写映画を買い受け両国国技館で公開し利益を上げた。日活の創立にも関係したといわれる。1911年（明治44年）東京市会議員。
1915年（大正4年）第12回衆議院議員総選挙に立憲同志会公認で東京府東京市区から立候補し初当選。以降連続9回当選。中選挙区制が導入されてからは東京府第3区を選挙区とした。憲政会・立憲民政党に所属し、同党総務や幹事長などを歴任。1936年（昭和11年）の廣田挙国一致内閣で逓信大臣となる。大臣在任中、船舶六百万トン主義、海運国策五ケ年計画を打ち出し、積極的な造船業支援政策を実施した。また電力国営化法案を提出、工業界に一大革命をもたらした。大臣辞任後の1938年（昭和13年）報知新聞社長となり更に1939年（昭和14年）、政党人としては異色の第17代東京市長になったが、在任わずか10か月で病死した。墓所は谷中霊園
1941年（昭和16年）その功績を讃えて居住した現在の蔵前3・4丁目あたりが、地元の要望で浅草桂町と名付けられた（1964年消滅）。
妻は明治後期から昭和の初期にかけて東京音楽学校（現・東京藝術大学）助教授・教授として多くのバイオリニストを育成した頼母木駒子（別称＝こま、1874年4月1日 - 1936年10月14日）、養子はジャーナリスト・政治家の頼母木真六（1899年1月26日 - 1968年8月3日）。